# Góra Adama
Góra Adama (ang. Mount Adam, hiszp. Monte Independencia lub Monte Beaufort) – najwyższa góra wyspy Falkland Zachodni i druga co do wysokości po Mount Usborne w archipelagu Falklandy, który jest częścią brytyjskiego terytorium zamorskiego. Najwyższy wierzchołek ma wysokość 698 m lub 700 m wg innych źródeł. Znajduje się w paśmie górskim Hornby Mountains. Góra, tak samo jak i cały archipelag, powstała podczas ruchów płyt tektonicznych podczas paleozoiku i mezozoiku ze sfałdowanych warstw skał. Można zobaczyć na niej oznaki zlodowacenia z okresu plejstocenu.